# Atletica leggera ai Giochi della IX Olimpiade - 800 metri piani maschili

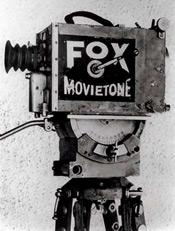
Video della Finale (durata: 1'28")

La competizione degli 800 metri piani di atletica leggera ai Giochi della IX Olimpiade si tenne i giorni dal 29 al 31 luglio 1928 all'Olympisch Stadion.

## L'eccellenza mondiale
| Primatista mondiale     | 1'50"6 (14 luglio 1928) | Séraphin Martin | Presente |
| Record olimpico: 1912   | 1'51"9                  | Ted Meredith    | Ritirato |
| Vincitore selezioni USA | 1'51"4 (880y)           | Lloyd Hahn      | Presente |

1. ↑  Il record, stabilito il 7 luglio, non è ratificato dalla IAAF: vale solo come primato nazionale. Appena sette giorni dopo il francese Martin è il primo uomo al mondo a scendere sotto 1'51".

## Risultati

### Turni eliminatori
| 8 Batterie   | 29 luglio | 49 iscritti   | Si qualificano i primi 3. |
| 3 Semifinali | 30 luglio | 8 + 8 + 8     | Si qualificano i primi 3. |
| Finale       | 31 luglio | 9 concorrenti |                           |

### Batterie
| Pos. | Concorrente        | Nazione     | Tempo  |
| ---- | ------------------ | ----------- | ------ |
| 1    | Alex Wilson        | Canada      | 1'59"2 |
| 2    | Erik Byléhn        | Svezia      | 1'59"8 |
| 3    | John Sittig        | Stati Uniti | 2'00"6 |
| 4    | Guus Zeegers       | Paesi Bassi |        |
| 5    | Gérald Bertheloot  | Belgio      |        |
| 6    | Vasilios Stavrinos | Grecia      |        |
| 7    | Louis Schmit       | Lussemburgo |        |

| Pos. | Concorrente    | Nazione       | Tempo  |
| ---- | -------------- | ------------- | ------ |
| 1    | Otto Peltzer   | Germania      | 1'57"4 |
| 2    | Brant Little   | Canada        | 1'57"8 |
| 3    | Wilfred Tatham | Gran Bretagna | 1'58"2 |
| 4    | Adriaan Paulen | Paesi Bassi   |        |
| 5    | William Whyte  | Australia     |        |
| 6    | Albert Larsen  | Danimarca     |        |

| Pos. | Concorrente         | Nazione     | Tempo  |
| ---- | ------------------- | ----------- | ------ |
| 1    | Jean Keller         | Francia     | 1'59"0 |
| 2    | Paul Martin         | Svizzera    | 1'59"4 |
| 3    | Ray Watson          | Stati Uniti | 1'59"6 |
| 4    | Wilhelm Tarnogrocki | Germania    | 1'59"9 |
| 5    | Alfonso García      | Messico     |        |
| 6    | Andries Hoogerwerf  | Paesi Bassi |        |
| 7    | Antonios Mangos     | Grecia      |        |

| Pos. | Concorrente         | Nazione       | Tempo  |
| ---- | ------------------- | ------------- | ------ |
| 1    | Georges Baraton     | Francia       | 2'03"4 |
| 2    | Earl Fuller         | Stati Uniti   | 2'03"8 |
| 3    | Olaf Strand         | Norvegia      | 2'03"8 |
| 4    | Ettore Tavernari    | Italia        |        |
| 5    | Philippe Coenjaerts | Belgio        |        |
| 6    | Harry Houghton      | Gran Bretagna |        |

| Pos. | Concorrente       | Nazione        | Tempo  |
| ---- | ----------------- | -------------- | ------ |
| 1    | Lloyd Hahn        | Stati Uniti    | 1'56"8 |
| 2    | Hermann Engelhard | Germania       | 1'57"0 |
| 3    | Vilém Šindler     | Cecoslovacchia | 1'57"0 |
| 4    | René Féger        | Francia        |        |
| 5    | Jack Walter       | Canada         |        |
| 6    | Charles Stuart    | Australia      |        |

| Pos. | Concorrente        | Nazione       | Tempo  |
| ---- | ------------------ | ------------- | ------ |
| 1    | Serafín Dengra     | Argentina     | 2'01"2 |
| 2    | Douglas Lowe       | Gran Bretagna | 2'02"2 |
| 3    | Guido Cominotto    | Italia        | 2'02"4 |
| 4    | Ömer Besim Koşalay | Turchia       |        |

| Pos. | Concorrente       | Nazione        | Tempo  |
| ---- | ----------------- | -------------- | ------ |
| 1    | Séraphin Martin   | Francia        | 1'58"8 |
| 2    | László Barsi      | Ungheria       | 1'59"0 |
| 3    | Fredy Müller      | Germania       | 1'59"4 |
| 4    | Adolf Kittel      | Cecoslovacchia | 1'59"6 |
| 5    | Feliks Malanowski | Polonia        | 1'59"8 |
| 6    | Gerry Coughlan    | Irlanda        |        |

| Pos. | Concorrente        | Nazione       | Tempo  |
| ---- | ------------------ | ------------- | ------ |
| 1    | Phil Edwards       | Canada        | 1'59”4 |
| 2    | Ralph Starr        | Gran Bretagna | 1'59”8 |
| 3    | Norman MacEachern  | Irlanda       | 1'59”8 |
| 4    | Leopoldo Ledesma   | Argentina     |        |
| 5    | José Lucílo Iturbe | Messico       |        |
| 6    | Joaquín Miquel     | Spagna        | 2'03”2 |

### Semifinali
| Pos. | Concorrente       | Nazione        | Tempo  |
| ---- | ----------------- | -------------- | ------ |
| 1    | Earl Fuller       | Stati Uniti    | 1'55"6 |
| 2    | Douglas Lowe      | Gran Bretagna  | 1'55"8 |
| 3    | Jean Keller       | Francia        | 1'56"0 |
| 4    | László Barsi      | Ungheria       | 1'56"2 |
| 5    | Otto Peltzer      | Germania       | 1'56"3 |
| 6    | Alex Wilson       | Canada         | 1'57"1 |
| 7    | Vilém Šindler     | Cecoslovacchia |        |
| -    | Norman MacEachern | Irlanda        | Rit.   |

| Pos. | Concorrente       | Nazione       | Tempo  |
| ---- | ----------------- | ------------- | ------ |
| 1    | Erik Byléhn       | Svezia        | 1'55"6 |
| 2    | Ray Watson        | Stati Uniti   | 1'56"8 |
| 3    | Hermann Engelhard | Germania      | 1'56"8 |
| 4    | Brant Little      | Canada        | 1'57"6 |
| 5    | Ralph Starr       | Gran Bretagna |        |
| 6    | Guido Cominotto   | Italia        |        |
| 7    | Serafín Dengra    | Argentina     |        |
| -    | Georges Baraton   | Francia       | NP     |

| Pos. | Concorrente     | Nazione       | Tempo  |
| ---- | --------------- | ------------- | ------ |
| 1    | Lloyd Hahn      | Stati Uniti   | 1'52"6 |
| 2    | Phil Edwards    | Canada        | 1'52"8 |
| 3    | Séraphin Martin | Francia       | 1'53"0 |
| 4    | Paul Martin     | Svizzera      | 1'53"3 |
| 5    | John Sittig     | Stati Uniti   | 1'53"4 |
| 6    | Fredy Müller    | Germania      | 1'53"8 |
| 7    | Wilfred Tatham  | Gran Bretagna |        |
| 8    | Olaf Strand     | Norvegia      | 1'59"9 |

### Finale
Il britannico Lowe, campione olimpico in carica, controlla la gara e scatta sul rettifilo finale facendo il vuoto tra sé e gli avversari. Vince con un distacco di un secondo sulla medaglia d'argento.
È ufficializzato solo il tempo del primo classificato.
| Pos.    | Atleta            | Età | Nazione       | Tempo ufficiale | Tempo ufficioso |
| ------- | ----------------- | --- | ------------- | --------------- | --------------- |
| Oro     | Douglas Lowe      | 26  | Gran Bretagna | 1'51"8          |                 |
| Argento | Erik Byléhn       | 30  | Svezia        |                 | 1'52"8          |
| Bronzo  | Hermann Engelhard | 25  | Germania      |                 | 1'53"2          |
| 4       | Phil Edwards      | 21  | Canada        |                 | 1'54"0          |
| 5       | Lloyd Hahn        | 30  | Stati Uniti   |                 | 1'54"2          |
| 6       | Séraphin Martin   | 22  | Francia       |                 | 1'54"6          |
| 7       | Earl Fuller       | 24  | Stati Uniti   |                 | 1'55"0          |
| 8       | Jean Keller       | 23  | Francia       |                 | 1'57"0          |
| 9       | Ray Watson        | 30  | Stati Uniti   |                 | 2'03"0          |

Alla fine della stagione, Lowe, appagato dai due successi olimpici consecutivi, si ritira dalle competizioni.